# Chromis hangganan
Chromis hangganan là một loài cá biển thuộc chi Chromis trong họ Cá thia. Loài này được mô tả lần đầu tiên vào năm 2019.

## Từ nguyên
Từ định danh hangganan mang nghĩa là "đường viền" trong tiếng Tagalog, hàm ý đề cập đến viền đen trên vây lưng và vây hậu môn của loài này.

## Phạm vi phân bố và môi trường sống
C. hangganan hiện chỉ được biết đến tại ngoài khơi đảo Lubang, nằm về phía tây bắc của đảo Mindoro (Philippines), được thu thập ở độ sâu khoảng 90–130 m.

## Mô tả

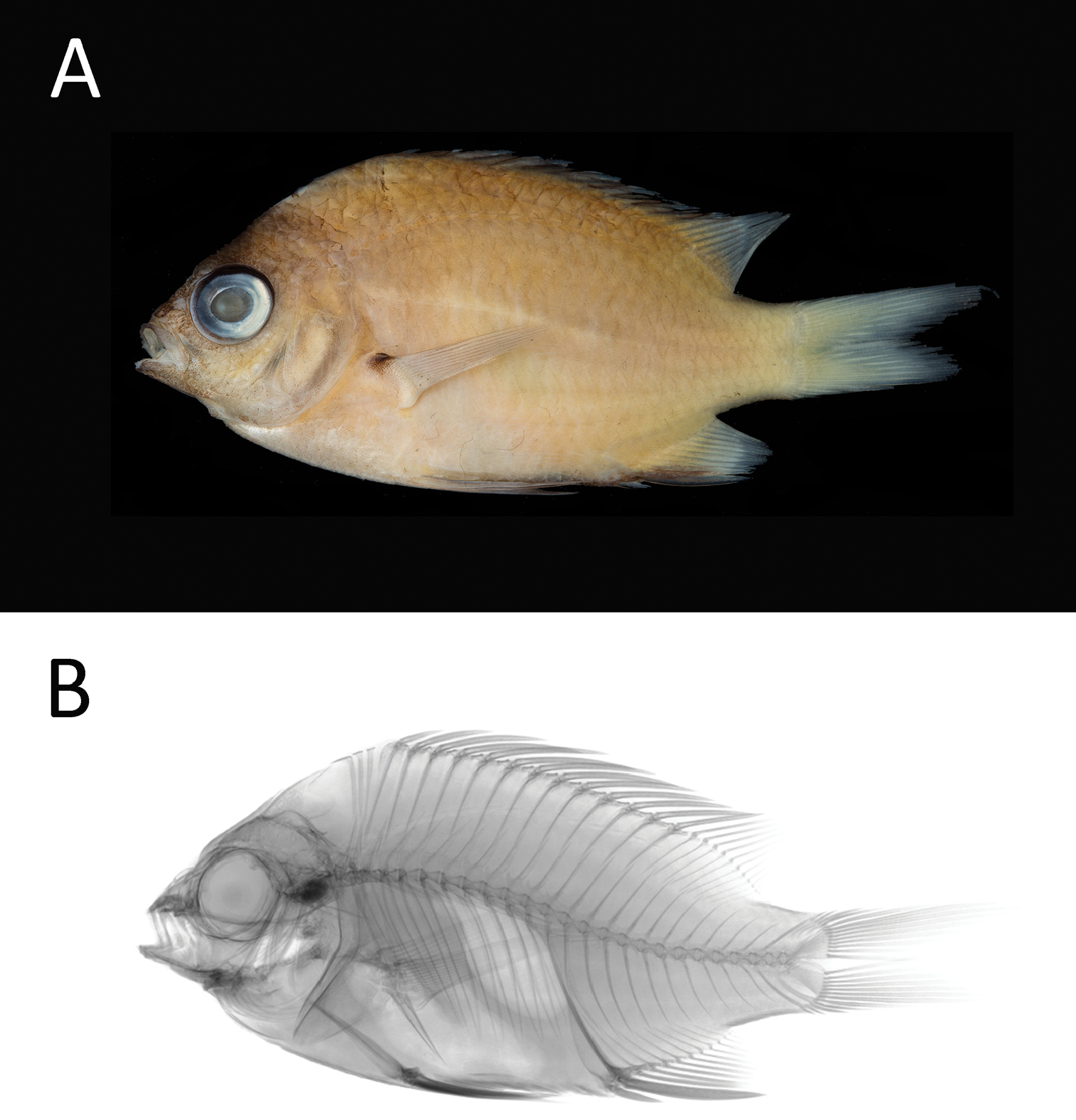
Tiêu bản của C. hangganan (mẫu định danh)

Mẫu định danh dùng để mô tả C. hangganan có chiều dài cơ thể đo được là 5,8 cm, trong khi mẫu phụ chuẩn duy nhất còn lại dài 4,8 cm.
Màu sắc của các mẫu vật khi còn sống không được chụp lại. Ghi chép thực nghiệm của các tác giả cho biết, C. hangganan có màu vàng nâu; sẫm nâu hơn ở thân trên, riêng vây đuôi và cuống đuôi có màu vàng tươi. Viền đen dọc theo rìa các tia gai vây lưng và vây hậu môn; các tia mềm còn lại có màu vàng nhạt. Mõm và gáy, cũng như vùng xung quanh ổ mắt có màu nâu sẫm. Có đốm đen trên gốc vây ngực.
Số gai ở vây lưng: 13; Số tia vây ở vây lưng: 10–12; Số gai ở vây hậu môn: 2; Số tia vây ở vây hậu môn: 11–12; Số tia vây ở vây ngực: 18; Số gai ở vây bụng: 1; Số tia vây ở vây bụng: 5; Số vảy đường bên: 16; Số lược mang: 23 – 26.